# NGC 2627
NGC 2627 هي مجرة تتبع كوكبة بيت الإبرة. اكتشفها ويليام هيرشل في 3 مارس 1793.

## روابط خارجية
- NGC 2627 على موقع ويكي سكاي: DSS2, SDSS, GALEX, IRAS, Hydrogen α, X-Ray, Astrophoto, Sky Map, Articles and images